# Хэмм, Мия
Мэ́риел Ма́ргарет Хэмм-Гарсиапа́рра (англ. Mariel Margaret Hamm-Garciaparra; род. 17 марта 1972, Селма, Алабама), более известная как Ми́я Хэмм (англ. Mia Hamm) — американская футболистка, игравшая на позиции нападающей. Двукратная чемпионка и двукратный бронзовый призёр чемпионатов мира среди женщин, двукратная чемпионка и серебряный призёр Олимпийских игр, серебряный призёр летней Универсиады 1993 года в составе женской сборной США по футболу, с 1999 по 2013 год — рекордсмен ФИФА по количеству голов за сборную (завершила карьеру со 158 голами). Четырёхкратная чемпионка NCAA в составе команды Университета Северной Каролины в Чапел-Хилле, в которой провела в частности победную серию из 56 матчей и в сезоне 1992 года установила абсолютный рекорд NCAA с 97 очками по системе «гол плюс пас». В 2001 году, с образованием профессиональной Женской объединённой футбольной ассоциации, стала одной из основательниц клуба «Вашингтон Фридом», с которым стала серебряным призёром в 2002 и чемпионкой лиги в 2003 году. Завершила игровую карьеру в 2004 году.
Дважды (2001, 2002) признавалась лучшим игроком года по версии ФИФА среди женщин. В 2004 году вошла в список ФИФА 100, включавший 125 лучших живущих футболистов мира. Обладательница Кубка Хонды-Бродерика как лучшая спортсменка-студентка США и ESPY как спортсменка года в США. С 2007 года член Национального зала славы футбола США, с 2021 года — член Национального зала славы женщин.

## Семья и личная жизнь
Родилась в 1972 году в Селме (Алабама), третья из четырёх дочерей Билла и Стефани Хэмм и четвёртый в общей сложности ребёнок в семье. Отец был военным лётчиком, мать — балериной и преподавательницей (позже, в 1980-е годы, Стефани основала в Техасе убежище для незамужних матерей). Родители приняли сознательное решение крестить девочку не в «белой», а в афроамериканской католической церкви Селмы. Ласкательное имя «Мия» она получила в честь балерины Мии Славенской, чьей ученицей была Стефани Хэмм. Мия родилась с косолапостью, поэтому в детстве она носила корректирующую обувь. Отец Мии, будучи офицером ВВС США, неоднократно менял место службы. Уже в год девочка переехала с семьёй во Флоренцию, где с раннего детства полюбила футбол (согласно семейной традиции, она впервые ударила по мячу в два года, вмешавшись в игру пятилетнего мальчика и его отца на детской площадке). Когда семья в 1977 году перебралась в Уичито-Фолс в Техасе, Хэммы усыновили двух мальчиков — новорождённого Мартина и 8-летнего Гарретта. Мия сопровождала приёмного брата на его спортивные занятия и приобретала ранний футбольный опыт под его присмотром. В подростковом возрасте у Гарретта была диагностирована апластическая анемия, в начале 1997 года ему сделали пересадку костного мозга, но в апреле того же года он умер.
Во время учёбы в Университете Северной Каролины познакомилась с кадетом Корпуса подготовки офицеров запаса ВМС США Кристианом Корри. Они поженились 17 декабря 1994 года. Карьеры супругов, однако, заставляли их большую часть времени жить порознь, и этот брак окончился разводом в 2001 году. В 2003 году Хэмм вторично вышла замуж, на сей раз за профессионального бейсболиста Номара Гарсиапарру. Мия и Номар познакомились во время показательного футбольного матча в 1998 году и близко сошлись зимой 2002—2003 годов в центре спортивной подготовки и биомеханики в Темпе (Аризона). Во втором браке родила трёх детей — дочерей-близнецов Грейс и Эйву в 2007 году и сына Гарретта в 2012 году.

## Игровая карьера

### Школьный и университетский футбол
Несмотря на мечты матери о том, что Мия станет балериной, девочка бросила занятия балетом уже после двух первых уроков. В пять лет ей впервые позволили присоединиться к детской футбольной команде; кроме того, она часто играла вместе с Гарреттом против его сверстников, быстро усваивая все тонкости игры. Мия играла в футбол в средней школе Нотр-Дам в Уичито-Фолс (где входила также в баскетбольную сборную, с которой в 9-м классе выиграла первенство штата). К 12 годам Хэмм была ведущим игроком в командах мальчиков, а в 13 лет, в 1985 году, сюжет о юной футболистке вышел в эфир в новостных выпусках в Северном Техасе. В это время на её игру обратил внимание тренер футбольной программы олимпийского развития Северного Техаса Джон Коссабун, который сообщил родителям Мии о том, что их дочь уже играет достаточно хорошо, чтобы выступать в вузовской сборной. В 1986 году Хэмм была принята в программу олимпийского развития в Далласе.
В 1988 году семья Хэммов переехала в Берк (Виргиния), где Мия продолжила учёбу в средней школе Брэддок-Лейк. К моменту переезда она уже играла в национальной сборной, и ожидалось, что тренировки и игры в скором будущем займут большую часть её времени. Поэтому она ускорила окончание школы, пройдя два последних года обучения за один, но при этом не прекращала играть в футбол. Поскольку соревнования школьных команд приходились на весенние месяцы, в начале учебного года Хэмм выступала за местный женский футбольный клуб «Брэддок Роуд Шутинг Старз». В школьной сборной она отыграла сезон практически без поражений, в полуфинале чемпионата штата забила один мяч, а в финале — два, также сделав результативную передачу партнёрше по атаке. По итогам этого сезона Мия была включена в символическую национальную школьную сборную.
По окончании школы Хэмм поступила в Университете Северной Каролины в Чапел-Хилле, футбольную команду которого возглавлял тренер женской сборной США Энсон Дорранс, к этому времени уже работавший с Хэмм в сборной (см. Сборная США). В университете училась с 1989 по 1994 год, окончив его со степенью по политологии. В 1991 году брала перерыв для выступлений за сборную страны. В общей сложности провела за команду университета 95 игр, выиграв 92, проиграв 1 (в начале второго сезона) и сведя вничью 2. Выиграла последние 56 матчей в составе команды Университета Северной Каролины. Четыре раза завоевала с командой университета звание чемпионок I дивизиона NCAA. Установила рекорды конференции Атлантического побережья по забитым голам (103), результативным передачам (72) и сумме очков по системе «гол плюс пас» (278); последний результат на тот момент был также рекордом NCAA. Только за сезон 1990 года Хэмм забила 32 гола и сделала 33 передачи за 25 игр, таким образом набрав 97 очков по системе «гол плюс пас» — абсолютный рекорд вузовского футбола в США. Она становилась лучшим бомбардиром вузовского футбола в 1990, 1992 и 1993 годах и является рекордсменкой национального турнира NCAA с 16 голами (включая хет-трик в финальном матче 1992 года).
В годы учёбы Хэмм стала также серебряным призёром футбольного турнира летней Универсиады 1993 года. На Универсиаде она забила 6 голов — лучший показатель в американской сборной. После того как она окончила Университет Северной Каролины, сборная вуза навечно закрепила за ней футболку с номером 27.
| Сезон                                                                          | Вуз                           | Матчей | В основе | Голов | Пасов |
| ------------------------------------------------------------------------------ | ----------------------------- | ------ | -------- | ----- | ----- |
| 1989                                                                           | Университет Северной Каролины | 23     | 18       | 21    | 4     |
| 1990                                                                           | Университет Северной Каролины | 25     | 21       | 32    | 33    |
| 1992                                                                           | Университет Северной Каролины | 11     | 1        | 8     | 6     |
| 1993                                                                           | Университет Северной Каролины | 22     | 22       | 26    | 16    |
| Источник: Cristopher M. Mia Hamm. — Little, Brown and Company, 2015. — P. 185. |                               |        |          |       |       |

### Сборная США

#### 1987—1991
В 1987 году, в возрасте 15 лет, Хэмм стала самым молодым в истории игроком женской сборной США по футболу. Это произошло после того, как Джон Коссабун обратил на неё внимание тренера национальной сборной Энсона Дорранса. Тот, очень высоко оценив физическую форму молодой нападающей, занялся дальнейшим развитием её игровой техники, что должно было позволить её играть на равных с лучшими футболистками мира. Первым матчем в составе сборной для Хэмм стала товарищеская игра 3 августа 1987 года в Тяньцзине против сборной КНР, в которой она вышла на замену. Свой первый гол за сборную она забила 25 июля 1990 года в ворота команды Норвегии.
Взяв годичный перерыв в учёбе перед своим первым чемпионатом мира, с января 1991 года участвовала в продолжительных тренировочных сборах и товарищеских соревнованиях. Долгая подготовка помогла американской команде сыграться, в то время как европейские сборные получали в своё распоряжение ведущих игроков только после окончания клубных чемпионатов. Весной на турнире в Болгарии американки за 7 дней выиграли 5 матчей у европейских сборных, не пропустив ни одного гола. Аналогичный результат был затем показан в отборочном турнире КОНКАКАФ, где определялись представители Северной и Центральной Америки на чемпионате мира. Сборная США снова выиграла все пять своих матчей всухую, забив при этом 47 голов. После этого, однако, команда потерпела ряд поражений, как в гостях в Европе и КНР, так и дома, в том числе от сборных Китая и Норвегии.
На самом чемпионате мира Хэмм в 19 лет была самой молодой участницей. Она играла, оттянувшись немного назад и уступив позицию на острие атаки лучшему бомбардиру сборной Мишель Экерс. С трудом выиграв первый мяч в группе у сборной Швеции, американки в следующих трёх играх забили 15 голов, не пропустив ни одного. В полуфинале агрессивная игра Хэмм и её товарища по университетской команде Кристин Лилли позволила команде США уверенно победить сборную Германии со счётом 5:2 и выйти в финал, где она встретилась с норвежками. Несмотря на игровое преимущество европейской сборной во втором тайме, американки воспользовались ошибкой соперниц за 3 минуты до конца игры, забив победный гол и завоевав чемпионское звание.

#### 1992—1996
К чемпионату мира 1995 года Хэмм подошла на позиции правого вингера и в качестве лучшего бомбардира американской команды, забив в 14 играх, предшествовавших турниру, 12 мячей. На самом чемпионате, однако, ни она, ни её сокомандницы (в особенности Экерс, страдавшая от синдрома хронической усталости) не показывали своей лучшей игры. Им удалось дойти до полуфинала, но там американки уступили сборной Норвегии со счётом 1:0 и завоевали лишь бронзовые медали, победив команду Китая в матче за третье место.
В 1996 году женский футбол был впервые включён в программу Олимпийских игр как медальный вид спорта. Игры принимала американская Атланта, и тренировочные сборы сборной США начались уже в январе 1996 года, через несколько недель после окончания чемпионата мира. Целью было завоевание чемпионского звания. В марте в товарищеском матче с командой Германии Хэмм на полной скорости столкнулась с вратарём соперниц и покинула поле на носилках с растяжением коленных связок. Восстановление заняло несколько недель, но вскоре после возвращения Хэмм провела в ворота соперниц четыре гола и сделала две результативных передачи в товарищеском матче со сборной Франции в Индианаполисе, окончившемся со счётом 8:2 в пользу американок.
В первом матче на Олимпиаде Хэмм забила гол и сделала результативную передачу, и в следующей игре, со сборной Швеции, её уже постоянно опекали две соперницы, не меньше семи раз за матч сбившие её с ног. В итоге травма щиколотки не позволила ей выйти на поле в матче против китаянок, окончившемся нулевой ничьей. В полуфинале сборная США встретилась с действующими чемпионками мира — норвежками, которые вели агрессивную, силовую игру. Сборная США проигрывала 1:0 после первого тайма, но ближе к концу второго после нарушения на Хэмм в ворота команды Норвегии был назначен пенальти. Его реализовала Экерс, а в овертайме сборная США забила победный гол. В финале, где во второй раз за турнир играли сборные США и КНР, американки открыли счёт после того как Шэннон Макмиллан добила мяч, отражённый вратарём китайской сборной после удара Хэмм. До конца тайма китаянки сравняли счёт, и в перерыве Хэмм, всё ещё испытывавшая последствия травмы, спросила у товарищей по команде, не портит ли она им игру и не следует ли её заменить. Все игроки высказались за то, чтобы она оставалась на поле. Ближе к концу второго тайма сборная США забила свой второй, победный, гол после того, как Хэмм прошла с мячом всю защиту соперниц, затем отдав пас неприкрытой партнёрше. По окончании матча американки, уже в ранге олимпийских чемпионов, совершили круг почёта по стадиону, в котором хромающая Хэмм смогла участвовать, только опираясь на руки двух помощников тренера.

#### 1997—2000

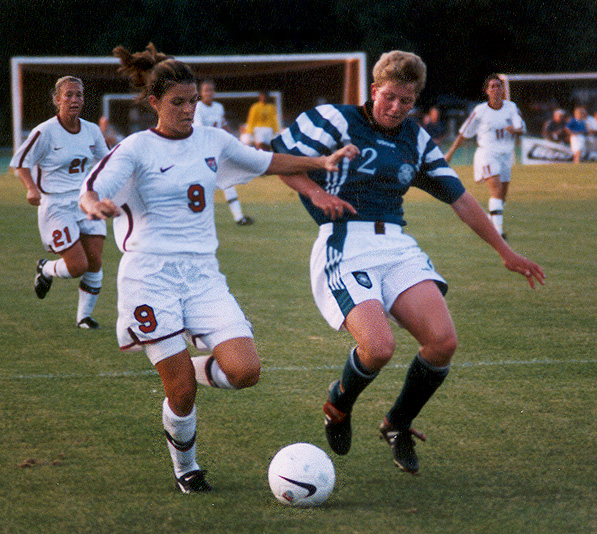
Мия Хэмм (номер 9) во время матча против сборной Германии в 1997 году

Первый год после Олимпиады для сборной США включал только разрозненные товарищеские матчи, а в начале 1998 года команда приняла участие в Турнире четырёх наций в Гуанчжоу. В последнем матче турнира, после победы над Швецией и ничьей с хозяйками соревнования, американки победили сборную Норвегии со счётом 3:0. Один из трёх голов был на счету Хэмм, признанной самым ценным игроком турнира. В июне она сделала хет-трик в товарищеском матче с командой Германии, а месяц спустя, в стартовом матче Игр доброй воли, — ещё один в ворота сборной Дании. В победном финале против сборной КНР Хэмм забила оба гола своей команды.
В сентябре 1998 года в рамках проходившего в США Женского кубка Nike Хэмм забила в ворота команды России свой сотый гол в составе сборной США. 30 января 1999 года она стала лучшим бомбардиром в истории американской команды, обойдя по количеству забитых мячей Экерс (102 гола за сборную). 22 мая того же года, забив свой 108-й мяч в форме команды США в рамках победы 3:0 над бразильянками, Хэмм побила уже мировой рекорд по количеству голов за сборную, принадлежавший итальянке Элизабетте Виньотто.
В стартовом матче чемпионата мира 1999 года, проходившего в США, Хэмм забила первый гол сборной США в ворота датчанок и отдала результативный пас Джули Фауди, забившей второй. В следующей игре, со сборной Нигерии, она также участвовала в первых двух голах американской команды: первый отправила в сетку Экерс после того, как удар Хэмм срикошетил от нигерийской защитницы, а второй, меньше чем через минуту, Мия провела уже сама. В четвертьфинале против Германии при счёте 1:2 Брэнди Честейн забила гол головой после подачи с углового, которую выполнила Хэмм, и американки довели матч до победы. В финале против сборной КНР команда США в конце основного времени потеряла Экерс, получившую удар в голову, и так и не сумела поразить ворота соперниц. Основное и дополнительное время завершились нулевой ничьей, а в серии пенальти американки, в том числе Хэмм, реализовали все пять своих ударов, завоевав чемпионское звание.

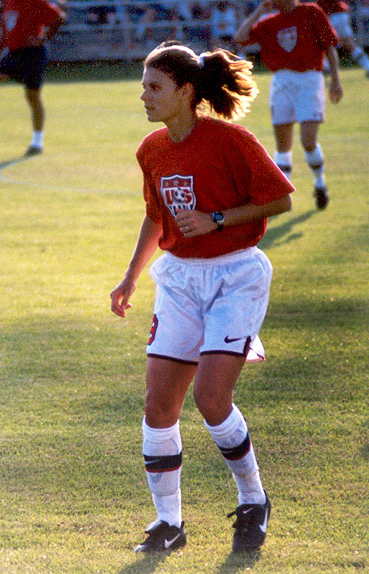
Хэмм в составе сборной США

В 2000 году, в преддверии Олимпийских игр в Сиднее, сборная США участвовала в розыгрыше Золотого кубка КОНКАКАФ. По ходу этого турнира Хэмм преодолела планку в 120 голов за сборную, отметившись в том числе мячом в ворота канадской команды в полуфинале, а в финале против Бразилии отдала пас на Тиффени Милбретт, забившую единственный — и победный — гол. На самой Олимпиаде Хэмм один раз отличилась в группе, забив мяч в ворота сборной Норвегии, а в полуфинале против команды Бразилии стала автором единственного гола, которого американкам хватило для выхода в финал. В матче за золотые медали с норвежками основное время закончилось со счётом 2:2, причём у сборной США оба мяча забила Милбретт с подач Хэмм, но в овертайме команда Норвегии провела победный гол, оставив американок на втором месте. За этот сезон Хэмм сыграла 33 матча сборной, забив 13 мячей и сделав 16 результативных передач.

#### 2001—2004
2001 год был для Хэмм в основном занят выступлениями в начавшемся с апреля чемпионате Женской объединённой футбольной ассоциации (см. «Вашингтон Фридом»), и за сборную она в этом сезоне провела только 3 игры. Полученная в ноябре травма колена заставила её пропустить и первую половину сезона 2002 года. Хэмм вернулась в расположение сборной лишь в конце июля, но забила гол уже в первом матче после возвращения, а в сентябре сделала хет-трик во встрече со сборной Шотландии. Последний раз в сезоне она отличилась в финале Золотого кубка КОНКАКАФ, где при счёте 1:1 забила в дополнительное время победный гол в ворота сборной Канады.
Чемпионат мира 2003 года из-за эпидемии ТОРС на юге Китая был перенесён из этой страны в США. Сборная хозяев подошла к турниру, одержав 11 побед (в том числе 9 с сухим счётом и 4 с разницей 5 и более голов) при 1 поражении и 4 ничьих. В первой игре чемпионата Хэмм организовала все три гола команды США в ворота сборной Швеции, а в следующем матче, с нигерийками, забила первые два гола за свою команду и ассистировала в ещё одном. Сборная США проиграла в полуфинале немкам со счётом 3:0, но сумела завоевать бронзовые медали, победив команду Канады 3:1. В этой игре был забит тысячный гол женской команды США с момента её основания — мяч забила Шэннон Боккс с подачи Хэмм. За сезон та участвовала в общей сложности в 17 играх сборной, забив 8 голов и сделав 9 результативных передач.
Поскольку чемпионат профессиональной женской лиги в 2004 году не проводился, Хэмм полностью сосредоточилась в олимпийском сезоне на игре в сборной. Она забила два мяча в первом матче квалификационного турнира КОНКАКАФ, а к началу Олимпийских игр отметилась ещё пятью, в том числе своим 150-м голом за сборную. Перед началом олимпийского футбольного турнира в Афинах было объявлено, что он станет последним международным соревнованием в карьере Хэмм. Она забила по голу в первых двух встречах сборной на Олимпиаде — с соперницами из Греции и Бразилии. Выиграв группу, американки затем одержали победы в двух матчах плей-офф и в финале снова встретились с бразильянками, одержав победу благодаря голу Эбби Уомбак в овертайме. На церемонии закрытия Олимпийских игр Хэмм была выбрана знаменосцем американской сборной — первый раз в истории, когда это право доверили футболисту.

#### Итоги выступлений за сборную
В общей сложности Хэмм участвовала в четырёх чемпионатах мира, а также в трёх олимпийских футбольных турнирах. Провела в этих семи турнирах 38 матчей, забила 13 голов и на каждом турнире завоевала медаль — четыре золотые (на чемпионатах мира 1991 и 1999 годов и Олимпийских играх 1996 и 2004 годов), одну серебряную и две бронзовые медали.
Официально завершила выступления за сборную США 8 декабря 2004 года, сыграв в её составе 275 международных матчей (включая товарищеские), забив 158 мячей и сделав 144 голевых передачи (эти числа упоминаются в большинстве материалов, посвящённых Хэмм, однако в её биографии, написанной Мэттом Кристофером, фигурируют 274 матча, 156 голов и 142 передачи). Хэмм оставалась рекордсменкой ФИФА по количеству забитых мячей до 2013 года, когда её результат превзошла ещё одна американская футболистка Эбби Уомбак.
| Год                                                                            | Матчей | В основе | Голов | Пасов |
| ------------------------------------------------------------------------------ | ------ | -------- | ----- | ----- |
| 1987                                                                           | 7      | 4        | 0     | 0     |
| 1988                                                                           | 8      | 7        | 0     | 0     |
| 1989                                                                           | 1      | 0        | 0     | 0     |
| 1990                                                                           | 5      | 1        | 4     | 1     |
| 1991                                                                           | 28     | 24       | 10    | 4     |
| 1992                                                                           | 2      | 2        | 1     | 0     |
| 1993                                                                           | 16     | 16       | 10    | 4     |
| 1994                                                                           | 9      | 9        | 10    | 5     |
| 1995                                                                           | 21     | 20       | 19    | 18    |
| 1996                                                                           | 23     | 23       | 9     | 18    |
| 1997                                                                           | 16     | 16       | 18    | 6     |
| 1998                                                                           | 21     | 21       | 20    | 20    |
| 1999                                                                           | 26     | 26       | 13    | 16    |
| 2000                                                                           | 33     | 29       | 13    | 14    |
| 2001                                                                           | 3      | 2        | 2     | 2     |
| 2002                                                                           | 10     | 6        | 7     | 5     |
| 2003                                                                           | 17     | 15       | 8     | 9     |
| 2004                                                                           | 30     | 27       | 14    | 20    |
| Итого                                                                          | 276    | 246      | 156   | 142   |
| Источник: Cristopher M. Mia Hamm. — Little, Brown and Company, 2015. — P. 185. |        |          |       |       |

| Год                 | Турнир  | Матчей | Минут | Голов | Пасов | Предупреждений |
| ------------------- | ------- | ------ | ----- | ----- | ----- | -------------- |
| 1991                | ЧМ-1991 | 6      | 499   | 2     | 1     | 1              |
| 1995                | ЧМ-1995 | 6      | 511   | 2     | 2     | 1              |
| 1996                | ОИ-1996 | 4      | 349   | 1     | 3     | 0              |
| 1999                | ЧМ-1999 | 6      | 486   | 2     | 2     | 0              |
| 2000                | ОИ-2000 | 5      | 420   | 2     | 2     | 1              |
| 2003                | ЧМ-2003 | 5      | 450   | 2     | 1     | 0              |
| 2004                | ОИ-2004 | 6      | 576   | 2     | 2     | 1              |
| Источник: FBRef.com |         |        |       |       |       |                |

1. 1 2  Данные по количеству матчей уточнены по сайту Society for American Soccer History[45].
2. 1 2 3  Статистика передач на Олимпийских играх приводится по книге: Cristopher M. Mia Hamm. — Little, Brown and Company, 2015. — P. 184.[19]

### «Вашингтон Фридом»
Успехи американской женской футбольной сборной в конце 1990-х годов обусловили создание в США первой женской профессиональной футбольной лиги — Женской объединённой футбольной ассоциации (WUSA). Свой первый сезон лига провела в 2001 году; Хэмм была одной из её главных звёзд и за сезон забила 6 голов за клуб «Вашингтон Фридом», также сделав 4 результативных передачи. Это был лучший показатель в команде, где Хэмм отыграла 19 встреч из 21. Однако в целом «Вашингтон» провёл неудачный сезон, одержав лишь 6 побед при 12 поражениях и 3 ничьих. В качестве капитана команды Хэмм не сумела наладить отношения с одноклубницами и на следующий год добровольно отказалась от капитанской повязки.
В 2002 году Хэмм пропустила 10 матчей чемпионата из-за операции колена, перенесённой в межсезонье, но за остальные 11 матчей провела в ворота соперниц 8 мячей и сделала 6 голевых передач. Её клуб одержал 10 побед подряд, пробился в финал чемпионата, однако там уступил выигравшей регулярный сезон команде «Каролина Кураж». Матч закончился со счётом 3:2 в пользу «Каролины», и Хэмм была единственной в своём клубе, кто сумел забить гол — ещё один мяч в ворота чемпионок стал результатом автогола.
В третий сезон WUSA, проходивший в преддверии чемпионата мира, Хэмм стала лидером лиги по результативным передачам в регулярном сезоне, по итогам которого её команда находилась на 4-м месте с 9 победами при 8 поражениях и 4 ничьих. Место в плей-офф «Вашингтону» обеспечил хет-трик, который Хэмм сделала в начале августа. Команда успешно выступила в стыковых матчах и завоевала чемпионское звание, но WUSA вскоре после завершения сезона была ликвидирована в связи с недостаточным финансированием.
| Сезон          | Клуб             | Регулярный сезон | Регулярный сезон | Регулярный сезон | Регулярный сезон | Регулярный сезон | Плей-офф       | Плей-офф       | Плей-офф       | Плей-офф       | Плей-офф       |
| Матчей         | Клуб             | В основе         | Голов            | Пасов            | Предупреждений   | Матчей           | В основе       | Голов          | Пасов          | Предупреждений |                |
| -------------- | ---------------- | ---------------- | ---------------- | ---------------- | ---------------- | ---------------- | -------------- | -------------- | -------------- | -------------- | -------------- |
| 2001           | Вашингтон Фридом | 19               | 19               | 6                | 3                | 4                | Не участвовала | Не участвовала | Не участвовала | Не участвовала | Не участвовала |
| 2002           | Вашингтон Фридом | 11               | 1                | 8                | 6                | 0                | 2              | 0              | 1              | 0              | 0              |
| 2003           | Вашингтон Фридом | 19               | 16               | 11               | 11               | 0                | 2              | 2              | 0              | 0              | 0              |
| Итого в WUSA   | Итого в WUSA     | 49               | 36               | 25               | 20               | 4                | 4              | 2              | 1              | 0              | 0              |
| Источник: WUSA |                  |                  |                  |                  |                  |                  |                |                |                |                |                |

## Стиль игры
Биограф Хэмм Мэтт Кристофер пишет, что она с детства руководствовалась принципами, схожими с идеями Йохана Кройфа, говорившего, что в его командах вратарь — это первый игрок нападения, а форвард — первый игрок защиты. Когда мяч был у команды противника, Хэмм становилась первой линией обороны на её пути, предвосхищая действия её игроков. Аналогичным образом она предугадывала и действия товарищей по команде, что позволяло ей в условиях прессинга со стороны соперников делать сложные передачи свободным партнёрам. Успех команды стал для неё с раннего возраста важнее возможности забивать самой.

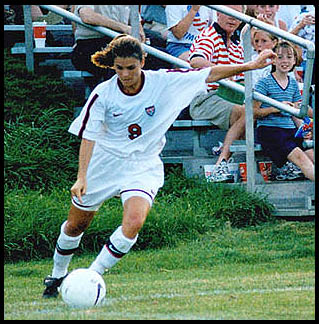
Хэмм подаёт угловой удар

К концу первого года в университете у Хэмм сложилась репутация спортсменки, блестяще играющей на острие атаки, но показывающей средние способности в других аспектах игры. Это побудило её углублённо изучать тактику и стратегию игры с помощью тренера университетской и национальной команд Дорранса. Это привело к изменениям не только в индивидуальном стиле игры нападающей, но и в рисунке игры её команд; уже во второй год с командой университета, которую покинула двукратная обладательница звания игрока года NCAA Шэннон Хиггинс, Хэмм взяла на себя функции лидера.
В построении сборной США Хэмм сместилась назад, ближе к позиции центрального полузащитника, откуда её скорость позволяла ей успевать почти в любую точку поля. Кроме того, она стала лучше отслеживать движения игроков противника, быстрее реагируя на их ошибки и перехватывая мяч. К моменту завоевания со сборной первого звания чемпионки мира Хэмм уже была всесторонне полезным игроком, и официальный отчёт ФИФА по итогам чемпионата мира назвал её «одним из лучших атакующих защитников» турнира. В финале конференции Атлантического побережья 1992 года она не только организовала все три гола, забитых её университетской командой в ворота команды Дьюкского университета, но и последовательно разрушала все атаки соперниц во втором тайме игры. Спустя месяц в финале чемпионата NCAA против той же команды Хэмм отметилась тремя голами и одной результативной передачей.
Позже Хэмм показала себя достойно даже в качестве вратаря и к чемпионату мира 1995 года значилась третьим вратарём сборной. Ей пришлось защищать ворота команды в матче чемпионата мира против сборной Дании, когда ближе к концу игры с поля была удалена Бриана Скарри, а лимит на замены был уже исчерпан. Хэмм сохранила ворота сухими в оставшееся время. Начиная с Олимпийских игр 1996 года, где она почти не забивала сама, но выполняла функции диспетчера команды, завоевавшей чемпионское звание, американская пресса стала называть её лучшим игроком мира; впоследствии ФИФА дважды (в 2001 и 2002 годах) признавала игроком года в мире.

## За пределами футбольного поля
В 1994 году, на волне интереса к футболу в США, вызванному проведением в Атланте мужского чемпионата мира, ведущие игроки женской сборной также привлекли внимание прессы и спонсоров, и с Хэмм впервые заключила рекламный контракт фирма Nike. После победы в Олимпийских играх 1996 года количество спонсорских контрактов заметно возросло, и футболистка стала появляться в телевизионной рекламе не только спортивного оборудования, но и прохладительных напитков, белково-витаминных батончиков и шампуней. Широкую известность приобрёл рекламный ролик 1999 года, в котором Хэмм соревнуется в разных видах спорта с Майклом Джорданом.
Издала две книги — автобиографию Go for the Goal: A Champion’s Guide to Winning in Soccer and Life и детскую книгу Winners Never Quit! о спортивной чести и командном духе.
В 1999 году основала Фонд Мии Хэмм, спонсирующий научные исследования в области пересадки костного мозга и расширение участия девочек в спортивных программах. Является соосновательницей благотворительной организации «Спортсмены за надежду» (англ. Athletes for Hope). Вместе с ещё двумя бывшими игроками сборной США — Кристин Лилли и Тишей Вентурини-Хох — основала футбольную академию TeamFirst.
Входит в консультативный совет футбольного клуба «Рома». Долгое время выступала в качестве глобального посла клуба «Барселона». В 2016 году стала вместе с мужем совладелицей футбольного клуба «Лос-Анджелес», выступающего в MLS — высшей профессиональной футбольной лиге США. Личное состояние Мии Хэмм в 2020 году оценивалось примерно в 10 млн долларов.

## Награды и звания
Дважды подряд — в 1992 и 1993 годах — завоевала Херманн Трофи — награду, присуждаемую лучшим футболистам-студентам США среди мужчин и женщин. В 1994 году удостоена звания лучшей спортсменки конференции Атлантического побережья, а также (первой в своём виде спорта) Кубка Хонды-Бродерика — награды лучшей спортсменке-студентке США. С 1994 по 1998 год пять раз подряд признавалась лучшей женщиной-футболисткой США, в 1998 и 1999 годах завоёвывала ESPY и женщина-спортсменка года в США, а во второй год и как футболист года в США. В 1995 году признана лучшим игроком чемпионата мира и международного пригласительного Кубка США. Дважды — в 2001 и 2002 годах — признавалась ФИФА игроком года среди женщин, в 2003 году заняв в голосовании второе место. Знаменосец делегации США на церемонии закрытия Олимпийских игр 2004 года в Афинах. В 2004 году включена в список 125 величайших живущих футболистов, составленный к 100-летию ФИФА. Хэмм и Мишель Экерс были единственными женщинами и единственными представителями США в этом списке.
После победы женской сборной США в Олимпийских играх 1996 года Хэмм, согласно опросам, была самой известной женщиной-спортсменкой в США и четвёртым по популярности спортсменом в стране независимо от пола (после Майкла Джордана, Тайгера Вудса и Лэнса Армстронга). В 1997 году включена журналом People в список 50 самых красивых людей мира, а журналом Esquire — в список 100 лучших людей мира. В 2000 году американская компания SouthPeak Games на движке видеоигры Michael Owen’s WLS 2000 выпустила игру Mia Hamm Soccer 64 с полностью женским составом игроков. Игра распространялась только в Америке, и в общей сложности было продано около 43 тысяч копий. Когда в 2008 году было принято решение об основании новой женской профессиональной лиги — Women’s Professional Soccer, — на её логотип был помещён силуэт Хэмм, наносящей удар по мячу правой ногой (по аналогии с эмблемой НБА, на которой изображён силуэт ведущего мяч Джерри Уэста).
В 2007 году имя Мии Хэмм было включено в списки Национального зала славы футбола США, в 2013 году — в списки Всемирного зала славы футбола ФИФА, где она стала первой женщиной, а в 2021 году — в списки Национального зала славы женщин. Хэмм также является членом Залов спортивной славы Алабамы и Техаса (соответственно с 2006 и 2008 года) и Зала славы футбола Северной Каролины.